# Primulina nandanensis
Primulina nandanensis là một loài thực vật có hoa trong họ Tai voi (Gesneriaceae). Loài này có ở Quảng Tây (Trung Quốc); được S.X.Huang, Y.G.Wei & W.H.Luo mô tả khoa học đầu tiên năm 2010 dưới danh pháp Chirita nandanensis. Năm 2011, Mich.Möller & A.Weber chuyển nó sang chi Primulina.